# Brzóstków
Brzóstków (prononciation : [ˈbʐustkuf]) est un village polonais de la gmina de Żerków dans le powiat de Jarocin (voïvodie de Grande-Pologne), dans le centre-ouest de la Pologne.

## Géographie
Il se situe à environ 4 kilomètres au nord de Żerków (siège de la gmina), à 16 kilomètres au nord de Jarocin (siège du powiat) et à 57 kilomètres au sud-est de Poznań (chef-lieu de la voïvodie).
Le village avait une population de 233 habitants en 2013.

## Histoire
De 1975 à 1998, Brzóstków faisait partie de la voïvodie de Kalisz.

Depuis 1999, ce village est situé dans la voïvodie de Grande-Pologne.

## Personnalités
- Louis Sczaniecki (1789-1854), officier du duché de Varsovie et de l'insurrection polonaise de 1830-1831, est inhumé dans l'église Saint Jean-Baptiste.